# On the Rocks
On the Rocks is een Amerikaanse komische dramafilm uit 2020 die geschreven en geregisseerd werd door Sofia Coppola. De hoofdrollen worden vertolkt door Rashida Jones, Bill Murray en Marlon Wayans.

## Verhaal
Laura is gelukkig getrouwd, maar begint te twijfelen aan haar huwelijk wanneer haar echtgenoot Dean steeds vaker op zakenreis gaat en zich verdacht begint te gedragen. Ze gaat met haar vermoeden van ontrouw te rade bij haar vader Felix, een charmante en losbandige playboy en een ervaringsdeskundige inzake overspel. Felix begint Dean te schaduwen en onderneemt met zijn dochter een roadtrip door New York om de situatie op te helderen.

## Rolverdeling
| Acteur          | Personage |
| --------------- | --------- |
| Rashida Jones   | Laura     |
| Bill Murray     | Felix     |
| Marlon Wayans   | Dean      |
| Jessica Henwick | Fiona     |
| Jenny Slate     | Vanessa   |
| Barbara Bain    | Gran      |

## Productie
In november 2018 sloot Apple een samenwerkingsovereenkomst met productiebedrijf A24. In januari 2019 werd de film On the Rocks van regisseuse Sofia Coppola aangekondigd als het eerste project van deze samenwerking. Voor de filmproductie besloot Coppola samen te werken met Bill Murray, die eerder ook al de hoofdrol vertolkt had in haar Oscarwinnende film Lost in Translation (2003), en Rashida Jones. In april 2019 werd ook Marlon Wayans aan het project toegevoegd. In de daaropvolgende maanden raakte ook de casting van onder meer Jessica Henwick en Jenny Slate bekend.
De opnames vonden in juni en juli 2019 plaats in New York en werden geleid door de Franse cameraman Philippe Le Sourd, met wie Coppola eerder al had samengewerkt aan The Beguiled (2017).
Postproductie werd afgerond een week voor de Amerikaanse filmindustrie vanwege de coronapandemie grotendeels zou stilgelegd worden. Desondanks had de pandemie een invloed op de film. Volgens Coppola kregen bepaalde scènes, waaronder een scène over handhygiëne, in het licht van de pandemie een andere betekenis.
On the Rocks ging op 22 september 2020 in première op het filmfestival van New York (NYFF). Op 2 oktober 2020 werd de film in een select aantal bioscopen uitgebracht door A24. Op 23 oktober 2020 ging de film in première op streamingdienst Apple TV+.

## Prijzen en nominaties
| Jaar | Prijs                  | Categorie                  | Genomineerde(n) | Uitslag     |
| ---- | ---------------------- | -------------------------- | --------------- | ----------- |
| 2021 | Golden Globes          | Beste acteur in een bijrol | Bill Murray     | Genomineerd |
| 2021 | Critics' Choice Awards | Beste komedie              | Beste komedie   | Genomineerd |
| 2021 | Critics' Choice Awards | Beste acteur in een bijrol | Bill Murray     | Genomineerd |